# Halowy mityng lekkoatletyczny Pedro’s Cup 2013
9. Halowy mityng lekkoatletyczny Pedro’s Cup – międzynarodowe zawody lekkoatletyczne, które odbyły się 12 lutego 2013 w hali Łuczniczka w Bydgoszczy.  Zawody znalazły się w kalendarzu European Athletics Indoor Premium Meetings.

## Rezultaty
| Poz. | Zawodniczka        | Rezultat |
| ---- | ------------------ | -------- |
| 1.   | Yarisley Silva     | 4,60     |
| 2.   | Holly Bleasdale    | 4,50     |
| 3.   | Mary Saxer         | 4,50     |
| 4.   | Anna Rogowska      | 4,40     |
| 5.   | Angelica Bengtsson | 4,30     |
| 6.   | Natalija Mazuryk   | 4,10     |
| 7.   | Aleksandra Wiśnik  | 3,90     |
| 8.   | Kamila Przybyła    | 3,60     |

| Poz. | Zawodnik              | Rezultat |
| ---- | --------------------- | -------- |
| 1.   | Björn Otto            | 5,70     |
| 2.   | Alhaji Jeng           | 5,60     |
| 3.   | Steven Lewis          | 5,50     |
| 4.   | Przemysław Czerwiński | 5,40 =SB |
| 4.   | Giuseppe Gibilisco    | 5,40     |
| 6.   | Adam Lisiak           | 5,20     |
| –    | Malte Mohr            | NH       |
| –    | Piotr Lisek           | NH       |
| –    | Raphael Holzdeppe     | NH       |

| Poz. | Zawodnik        | Rezultat |
| ---- | --------------- | -------- |
| 1.   | Ryan Whiting    | 21,38    |
| 2.   | Cory Martin     | 20,98 PB |
| 3.   | Ralf Bartels    | 19,63    |
| 4.   | Rafał Kownatke  | 19,56    |
| 5.   | Jakub Giża      | 18,50    |
| 6.   | Michał Rasiński | 18,41 PB |